# چریانا
چریانا (به ایتالیایی: Ceriana) یک کومونه در ایتالیا است که در استان ایمپریا واقع شده‌است.

## خصوصیات
چریانا ۳۲٫۱ کیلومترمربع مساحت و ۱٬۲۶۲ نفر جمعیت دارد و ۳۶۹ متر بالاتر از سطح دریا واقع شده‌است.

## خواهرخوانده
شهر Guisa خواهرخواندهٔ چریانا هست.